# De Dubbele Arend

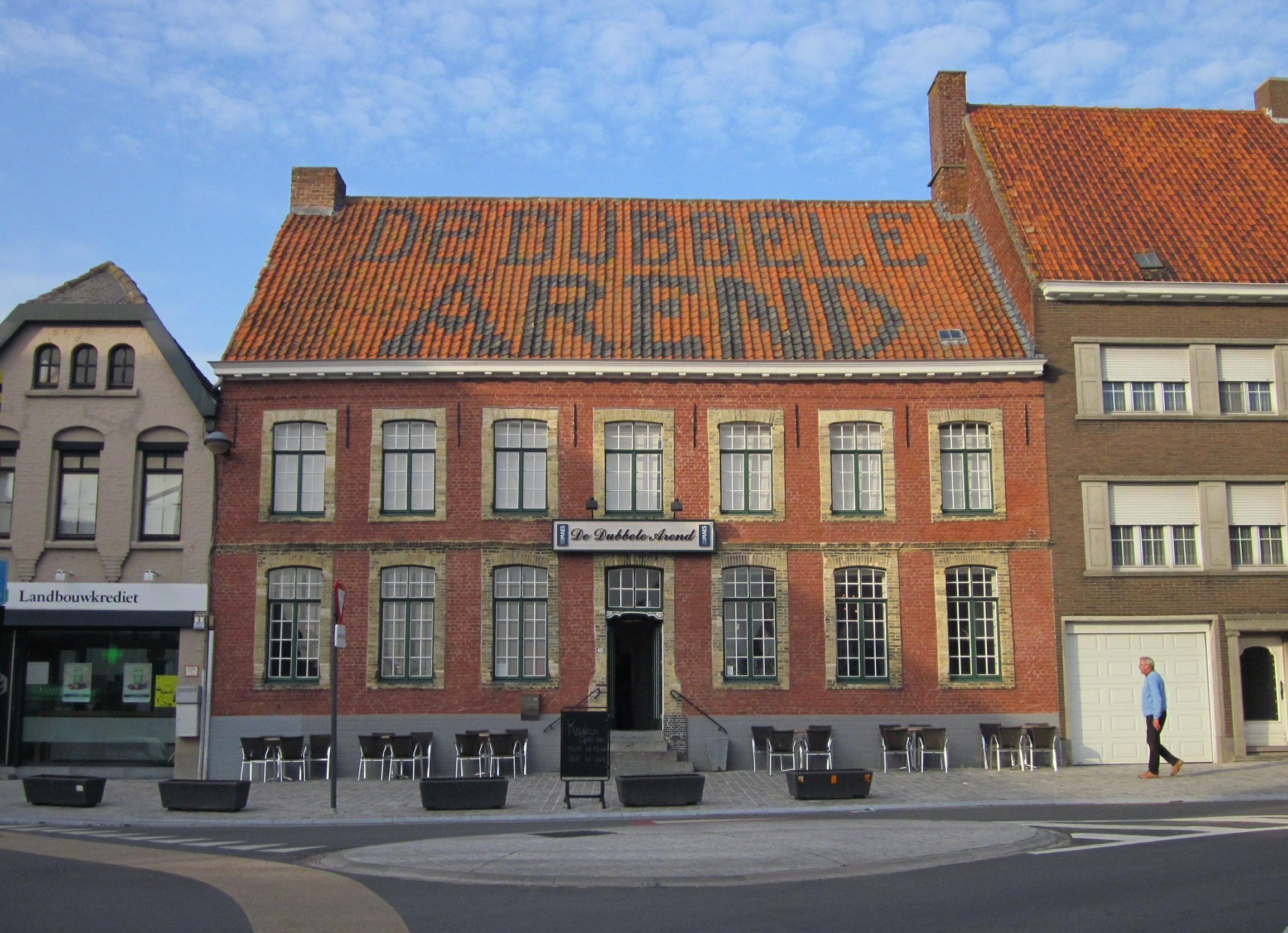
De Dubbele Arend

De Dubbele Arend is een herberg in het centrum van het Belgisch dorp Hooglede. Het gebouw is beschermd als monument. De herberg is een populair volkscafé voor jong en oud.

## Geschiedenis
De herberg ligt in de Marktplaats 26 en dateert uit de 18e eeuw. Op de houten deurkalf staat een verwijzing naar het jaar 1773.
De herberg "De Dubbele Arend" wordt sinds 3 februari 1983 beschermd als monument om historische en artistieke redenen. Het is een onderkelderd dubbelhuis onder een pannen zadeldak. De voorgevel is verankerd met rode bakstenen. De voordeur en ramen zitten gevat in gele baksteen.
In 2003 werd de herberg opgekocht door brouwerij Maes. In 2008 wordt het gebouw gerestaureerd. De kosten werden geraamd op 421.420 euro, waarvan de gemeente Hooglede een deel betaalde.